# کاغذ مگس‌گیر

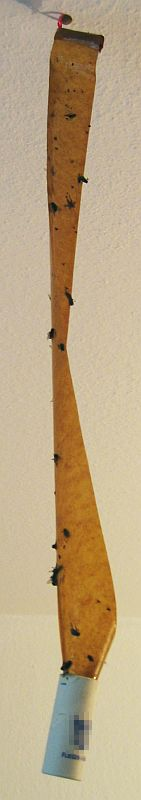
مگس‌گیر کاعذی

کاغذ مگس‌گیر کاغذی لعاب‌دار با بویی شیرین و مطبوع برای مگس‌ها و بسیار چسبناک و گاهی سمی است. مگس یا دیگر حشرات با نشستن روی آن گیر کرده و می‌میرند.
کاغذهای مگس‌گیر را معمولاً از سقف آویزان می‌کنند.

## مسمویت
سمومی که در برخی از انواع قدیمی‌تر کاغذ مگس استفاده می‌شد همچون آرسنیک برای انسان و سایر حیوانات خطرناک و مرگبار بود. آرسنیک استخراج شده با خیساندن کاغذ مگس در آب توسط چندین قاتل، از جمله سم‌آمیزان تیسازوگ، فردریک سدون و فلورانس مایبریک استفاده شده‌است.
اکثر مارک‌های مدرن کاغذ مگس‌گیر حاوی سم نیستند، بلکه فقط پوششی غیر سمی مانند کلوفان دارند.

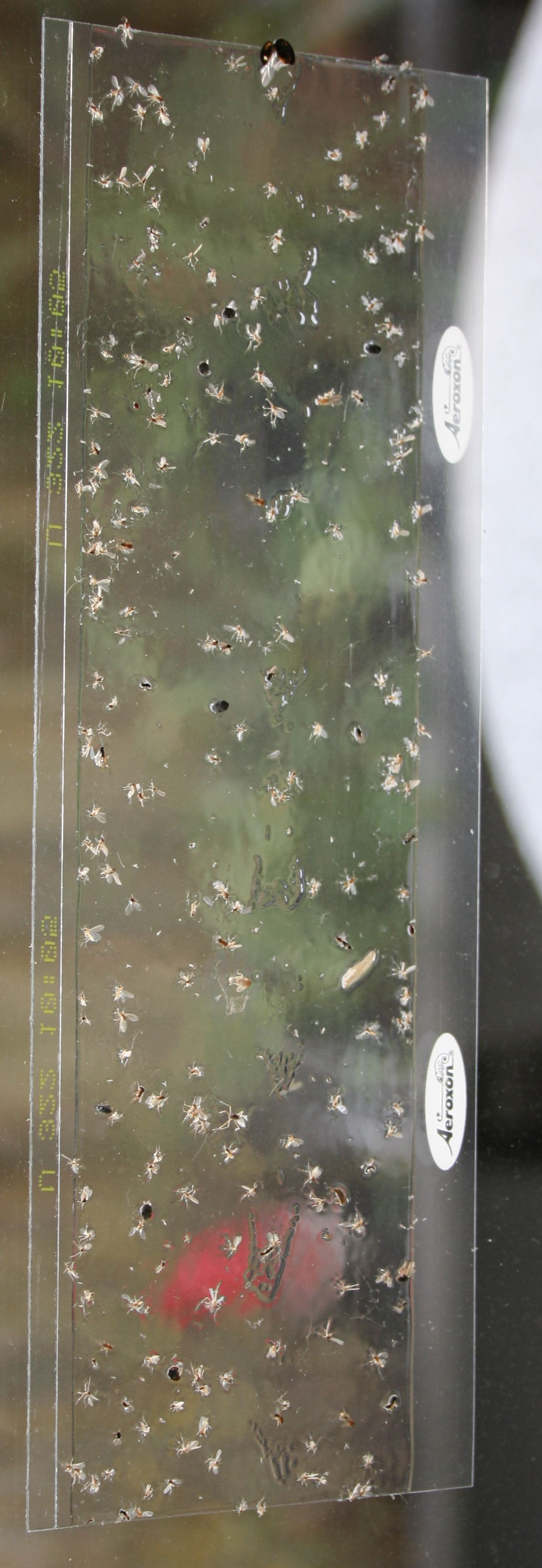
مگس‌گیر شفاف

## پیشینه
در قدیم در اروپا برای این کار قسمتی از یک مقوا را بریده و بر روی آن نوعی لواشک شیرین‌مزه و چسب می‌مالیدند اما با گرم شدن هوا این لواشک آب شده یا چسب خشک می‌شد.
کاغذهای مگس‌گیر به سبک امروزی در سال ۱۹۰۹ توسط یک قناد در وایبلینگن به نام تئودور کایزر (‎۱۸۶۲–۱۹۳۰) ابداع شد. او نواری را با مخلوطی از صمغ، روغن، گریس و عسل آغشته کرد و پس از پیچیدن این نوار، آن را در یک قوطی مقوایی جا داد و به بازار آورد. نام تجاری این محصول از سال ۱۹۱۱ آئِروکسون است.